# Donnelly (Canada)
Donnelly is een plaats in de Canadese provincie Alberta en telt 293 inwoners (2006).